# Фархутдинов, Виктор Борисович
Виктор Борисович Фархутдинов (тат. Viktor Boris uğlı Fərhətdinov, Виктор Борис улы Фархутдинов; род. 11 ноября 1957, Златоуст) — российский тренер по боксу, главный тренер национальной сборной России по боксу. Заслуженный тренер России, мастер спорта СССР по боксу, почётный гражданин Златоуста.

## Биография
Родился 11 ноября 1957 года в городе Златоуст Челябинской области. Имеет татарские и русские корни происхождения.
В 1982 году окончил Омский государственный институт физической культуры по специальности «физическая культура и спорт» и стал тренером в спортивном клубе «Локомотив». В 2002 году получил звание тренера-преподавателя высшей квалификационной категории. С 2006 года — директор златоустовской СДЮСШОР № 5.
В 2014 году стал главным тренером сборной Челябинской области по боксу. В сентябре 2015 года был избран депутатом собрания депутатов Златоустовского городского округа V созыва, член партии «Единая Россия».
В июле 2017 года назначен старшим тренером юниорской сборной России по боксу.
В 2018 году назначен главным тренером сборной России по боксу. При его руководстве на чемпионате мира 2019 года в Екатеринбурге российские боксеры завоевали три золотые и одну бронзовую медали.
Среди его воспитанников — бронзовый призёр чемпионатов России 2010 и 2016 годов Артём Зайцев. Кроме того, выпускницей его спортивной школы № 5 является чемпионка мира и Европы Анастасия Белякова.
Виктор Фархутдинов является членом златоустовского совета социально-правового движения «За возрождение Урала». Вице-президент федерации бокса города Златоуста. Воспитывает пятерых детей.

## Награды и звания
- Заслуженный тренер России[4]
- Мастер спорта СССР по боксу[1]
- Почетный гражданин города Златоуста[4]
- Знак «Отличник физической культуры и спорта»[4]
- Почётный знак «За заслуги в развитии физической культуры и спорта»[4]
- Премия Законодательного Собрания Челябинской области в сфере физической культуры и спорта[4]